# Alternative Liste (Schweiz)
Die Alternative Liste (AL) ist eine links-alternative Partei, die derzeit nur im Kanton Zürich aktiv ist. Die Kantonalsektionen Schaffhausen und Aargau wurden inzwischen aufgelöst.
Die AL-Sektionen Zürich und Schaffhausen gehörten zu den Mitinitianten der von 2010 bis 2018 aktiven Schweizer Linkspartei «Alternative Linke».

## AL Kanton Zürich
| Jahr | Ergebnis | Sitze |
| ---- | -------- | ----- |
| 1991 | 0,7 %    | 0     |
| 1995 | 0,7 %    | 0     |
| 1999 | 0,4 %    | 1     |
| 2003 | 0,9 %    | 2     |
| 2007 | 1,3 %    | 2     |
| 2011 | 1,6 %    | 3     |
| 2015 | 3,0 %    | 5     |
| 2019 | 3,1 %    | 6     |
| 2023 | 2,6 %    | 5     |

| Jahr | Ergebnis | Sitze |
| ---- | -------- | ----- |
| 1990 | 3,8 %    | 4     |
| 1994 | 1,7 %    | 2     |
| 1998 | 1,8 %    | 2     |
| 2002 | 3,4 %    | 3     |
| 2006 | 3,7 %    | 5     |
| 2010 | 4,2 %    | 5     |
| 2014 | 6,5 %    | 9     |
| 2018 | 7,8 %    | 10    |
| 2022 | 6,6 %    | 8     |

| Jahr | Ergebnis | Sitze |
| ---- | -------- | ----- |
| 2002 | 1,6 %    | 1     |
| 2006 | 1,8 %    | 1     |
| 2010 | 2,4 %    | 1     |
| 2014 | 3,4 %    | 2     |
| 2018 | 3,8 %    | 2     |
| 2022 | 4,1 %    | 2     |

| Jahr | Ergebnis | Sitze |
| ---- | -------- | ----- |
| 2010 | 1,5 %    | 1     |
| 2014 | 2,1 %    | 1     |
| 2018 | 1,6 %    | 1     |
| 2022 | 1,7 %    | 1     |

Werbemotiv der AL während der Gemeinderatswahlen 2010 im Kanton Zürich

Seit 1990 existiert die AL in der Stadt Zürich als ein loser Bund von Gleichdenkenden, einer der Mitgründer war der bisherige POCH-Gemeinderat Niklaus Scherr. Anfangs 2007 konstituierte sich die AL der Stadt Zürich als politischer Verein, ebenso wie die AL Limmattal, während sich die AL Winterthur nicht als Verein oder Partei, sondern als freie Bewegung versteht.
Traditionell setzt sich die AL stark für die Anliegen der Mieter ein; einige namhafte Vertreter sind beim Schweizerischen Mieterverband aktiv.
Im Kanton Zürich hat die Alternative Liste bis jetzt zwei Initiativen für faire Krankenkassenprämien lanciert, wodurch die Prämienverbilligungen in Zürich verdoppelt wurden.
Bei den Parlamentsratswahlen 2007 war die Alternative Liste im Kanton Zürich Teil einer linken Listenverbindung zusammen mit der SP, den Grünen und der CSP. Eine Unterlistenverbindung bestand zwischen der AL, ihrer Jugendorganisation JuliA (Junge Liste der Alternativen) und der PdA, diese drei Listen waren Teile des Wahlbündnisses „À Gauche toute!/Linke Alternative“. Die AL und die JuliA erreichten gemeinsam einen Wähleranteil von 1,1 % im Kanton Zürich. Sie stellten mit dem langjährigen Zürcher Gemeinderat Niklaus Scherr auch einen Ständeratskandidaten, der allerdings den Kandidaten anderer Parteien unterlag. Er erreichte im ersten Wahlgang 7'875 Stimmen (und wurde damit von 2,0 % der gültig wählenden Wähler gewählt).
Im Februar 2009 konnte die AL mit dem kantonalen Vorstoss zur Abschaffung der Pauschalbesteuerung für Millionäre im Kanton Zürich einen grossen Erfolg erzielen. Die Initiative wurde trotz Ablehnungsempfehlung von Regierungs- und Kantonsrat mit 52,9 % Ja-Stimmen angenommen. Der Kanton Zürich war damit der erste Kanton, der die Pauschalbesteuerung abgeschafft hat. Auch an der abgelehnten Initiative zur Abschaffung der Pauschalbesteuerung auf Bundesebene durch die Alternative Linke waren Exponenten der AL massgeblich beteiligt.
Im September 2010 wählte der Zürcher Kantonsrat den AL-Vertreter Markus Bischoff zum Vorsitzenden der Parlamentarischen Untersuchungskommission zur Korruptionsaffäre der BVK-Versicherung. Er konnte sich dabei in einer Wahl gegen einen Kandidaten der SVP durchsetzen.
Vor den Nationalratswahlen 2011 rechnete sich die AL realistische Chancen auf einen Sitzgewinn aus. Zu diesem Zweck ging sie eine Listenverbindung mit der Piratenpartei, der PdA und der "Liste der Konfessionslosen" ein. Die AL erreichte aber nur 1,0 % der Stimmen und verpasste den Einzug ins nationale Parlament damit klar.
Bei den Gemeinderatswahlen 2014 in Bülach verpasste die AL-Vertreterin Maria Eisele die Wahl in den Exekutive um nur 54 Stimmen.
Bei den Kantonsratswahlen 2015 konnte die AL Kanton Zürich ihren Stimmenanteil beinahe verdoppeln (auf 3,0 %) und erreichte mit fünf Sitzen Fraktionsstärke im Kantonsrat. Die Kandidatur von Markus Bischoff für den Regierungsrat blieb dagegen erfolglos. Die 2015 gewählte Kantonsratsfraktion besteht aus Markus Bischoff, Kaspar Bütikofer, Laura Huonker, Manuel Sahli und Judith Stofer.

### AL Stadt Zürich
In der Stadt Zürich hat die Partei die Privatisierung der Elektrizitätswerke verhindert und den Aufbau des städtischen Glasfasernetzes durchgesetzt. Im Jahr 2007 wurde gemäss einer AL-Initiative die Einbürgerungsgewalt in der Stadt Zürich vom Gemeinderat auf den Stadtrat übertragen (mit einem Ja-Anteil von 70 % angenommen).
Im Jahr 2008 gab es bei der AL Stadt Zürich interne Meinungsverschiedenheiten. Innert kurzer Zeit verliessen mit Daniela Schicker und Peider Filli zwei Mitglieder des Gemeindeparlaments die AL. Sie kritisierten das Arbeitsklima in der Fraktion. Dadurch verlor die Partei ihre Fraktionsstärke, und sie hatte bis 2010 nur noch drei Vertreter im Stadtparlament. Bei den Wahlen im Frühling 2010 konnte die AL in der Stadt Zürich jedoch ihren Wähleranteil erhöhen und mit 5 Sitzen wieder eine eigene Fraktion bilden.
Obwohl die AL – wie alle anderen Parteien auch – ein Recht auf Richter- und Staatsanwaltsstellen hätte, wurde dies 2012 von den Bürgerlichen aus SVP, FDP und CVP verhindert mit der Begründung, dass die AL des Öfteren sich auch gegen die Gerichte stelle. Die AL liess daraufhin in einer Pressemitteilung verlauten, dass der «Kalte Krieg» offenbar noch nicht aus allen Köpfen verschwunden sei. Der AL-Kantonsrat Markus Bischoff kommentierte die Vorkommnisse damit, dass die Interparteiliche Konferenz offenbar weiterhin wie ein Kartell funktioniere. Die Posten bei den Gerichten und in der Staatsanwaltschaft seien für die Parteien sehr einträglich, da diese von den Richtern und Staatsanwalten Abgaben bezögen – wenn die AL Einsitz in die IPK bekäme, müssten die bürgerlichen Parteien auf einen Teil dieser Einkünfte verzichten.
Die Ersatzwahl für den zurückgetretenen Stadtrat Martin Vollenwyder im Jahr 2013 gewann der AL-Gemeinderat Richard Wolff im zweiten Wahlgang gegen Marco Camin von der FDP. Damit nahm die AL erstmals in der Exekutive Einsitz. Diesen Sitz konnte die AL bei den Erneuerungswahlen am 9. Februar 2014 halten, sie gehörte mit vier Sitzgewinnen zu den Wahlgewinnern und stellte neun Mitglieder im Gemeinderat, d. h. der Legislative. 2022 konnte sie den Stadtratssitz mit Walter Angst nicht mehr verteidigen. Die Fraktion der AL im Gemeinderat besteht 2021 aus Andreas Kirstein (Fraktionspräsident), Walter Angst, Natalie Eberle, David Garcia Nuñez, Andrea Leitner, Patrik Maillard, Olivia Romanelli, Christina Schiller, Mischa Schiwow (Gemeinderatspräsident im Amtsjahr 2021/2022 des Stadtzürcher Parlaments) und Willi Wottreng. Langjähriges Gemeinderatsmitglied (von 1978 bis 2017) war Niklaus Scherr.

### AL Winterthur
Die AL Winterthur ist seit 2002 mit einem Mitglied im Winterthurer Gemeinderat (Gemeindeparlament) vertreten.
Im Jahr 2004 war die AL zusammen mit den Grünen die Initianten eines Referendum gegen den Verkauf des Arch-Areals an einen privaten Investor mit der Begründung, dass noch zu viele Sachen unklar seien. Das Referendum wurde zwar vom Souverän abgelehnt. Gebaut wurde auf dem Areal schliesslich erst 2011, sieben Jahre nach der Abstimmung, mit völlig anderen Mietern als in der Abstimmung propagiert, und statt des angekündigten Globus ist der deutsche Lebensmitteldiscounter Aldi in das Einkaufszentrum eingezogen.
Von Anfang an war die AL auch beim Komitee «Gotzenwil bleibt Grün», das die Überbauung von noch intakter Naturfläche zwischen Gotzenwil und Oberseen ablehnte; mit der Annahme der Kulturlandinitiative wurde die Forderung des Komitees mit der Rückzonung dieser Fläche durch den Kantonsrat erfüllt.
Bei der 2013 geplanten Überbauung des zentral gelegenen Zeughausareals mit Wohnungen im gehobenen Preissegment hat die AL Winterthur das Referendum gegen den Verkauf und die Umzongung des dazugehörigen städtischen Landanteils ergriffen. Sie ist der Meinung, dass es nicht Sache der Stadt sei, Wohnungen für Besserverdienende zu erstellen, während es in der Stadt an billigen Wohnraum mangelt. Zudem empfindet es die AL als störend, dass gerade die Stadt die Wohnpreise selbst noch in die Höhe treibe mit dem Verkauf des Zeughausareals zum höchstmöglichen Preis an einen privaten „Spekulanten“. Das Referendum war schliesslich an der Urne erfolgreich: Der Verkauf des Areals wurde mit 55,86 % und die Umzonung mit 53,62 % vom Volk deutlich verworfen.
Aktuelle Vertreter der AL Winterthur im Stadtparlament sind Roman Hugentobler, der seit 2019 im Amt ist, und seit 2025 ebenfalls Miguel Pedro Bachmann.

### AL Limmattal
Im Jahr 2008 ergriff die AL Limmattal als einzige Partei in Dietikon das Referendum gegen die Einzonung des Niderfelds und konnte dabei 48 % der Stimmbürger für das Anliegen gewinnen, was für die Grösse der Partei, die damals noch nicht lange existierte, als beachtlicher Erfolg zu werten ist.
Bei den Wahlen im Frühling 2010 schaffte sie es in der Folge erstmals, einen Sitz im Stadtparlament der Stadt Dietikon zu erringen. Am 4. September 2011 stellte sich Stefan Bolz im bürgerlich dominierten Oberengstringen zur Wahl, konnte jedoch keinen Sitz in der kommunalen Exekutive erringen.
Aktueller Vertreter im Gemeinderat von Dietikon ist Ernst Joss, der 2010 gewählt wurde. Ernst Joss kandidierte bei den Wahlen am 9. Februar erfolglos für den Dietiker Stadtrat, konnte jedoch die beiden ebenfalls neu angetretenen SP-Kandidaten stimmenmässig schlagen.

### AL Bezirk Horgen
Am 9. Februar 2013 wurde in Thalwil die AL Bezirk Horgen gegründet.

### Alternative Wetzikon
Die Alternative Wetzikon (AW) wurde 2014 hinsichtlich der Einführung des Stadtparlaments Wetzikon gegründet und konnte auf Anhieb einen Sitz gewinnen. Bei den Erneuerungswahlen 2018 und 2022 erhielt sie jeweils zwei Sitze. Bei Kantonsratswahlen stellt sie die AL-Liste für den Bezirk Hinwil.

## AL Kanton Schaffhausen
| Jahr | Ergebnis | Sitze |
| ---- | -------- | ----- |
| 2004 | 4,64 %   | 1     |
| 2008 | 4,12 %   | 3     |
| 2012 | 7,48 %   | 5     |
| 2016 | 7,05 %   | 4     |
| 2020 | 6,14 %   | 4     |

| Jahr | Ergebnis | Sitze |
| ---- | -------- | ----- |
| 2004 | 5,18 %   | 2     |
| 2008 | 7,09 %   | 3     |
| 2012 | 11,37 %  | 4     |
| 2016 | 11,41 %  | 4     |
| 2020 | 9,73 %   | 4     |

Die Alternative Liste Schaffhausen ist eine Partei, die soziale und ökologisch nachhaltige Ansichten vertritt. Als junge Organisation trägt die AL zu einer Vergrösserung des progressiven Wählerspektrums bei.
Entstanden ist die AL im Jahr 2003. Da die SP bei den Ständeratswahlen auf eine Gegenkandidatur zu den beiden bürgerlichen Kandidaten verzichtete, formierte sich eine Gruppe junger Schaffhauser, welche in die Bresche sprang und zwei Kandidaten portierte. Die AL blieb zwar chancenlos, konnte aber einen Achtungserfolg für die junge Partei erzielen. Vom Resultat beflügelt, versuchte die AL darum in den kantonalen Wahlen im folgenden Jahr den Einzug ins Parlament zu schaffen. Bei den kantonalen Wahlen 2004 konnte die AL Schaffhausen ein Mandat im kantonalen Parlament und zwei Mandate im Parlament der Stadt Schaffhausen gewinnen. In der Stadt Schaffhausen erreichte sie einen Wähleranteil von 5,2 % und wurde fünftstärkste Partei.
Einen weiteren Erfolg feierte die Partei bei den kantonalen Wahlen im Herbst 2008. Trotz der Verkleinerung des Kantonsrates von 80 auf 60 Sitze schaffte die AL mit drei Parlamentariern den Einzug ins Parlament. Dasselbe gilt für den Grossen Stadtrat, welcher von 50 auf 36 Sitze verkleinert wurde. Hier legte die AL ebenfalls einen Sitz zu und stellte damit drei Grossstadträte.
Als zweiter Kanton schaffte Schaffhausen im Jahre 2011 auf eine Initiative von AL und SP hin die Pauschalsteuer ab.
Das Wahljahr 2012 verlief für die AL erneut erfolgreich. Am 26. August 2012 schaffte die AL mit der Wahl von Simon Stocker in den Stadtrat Schaffhausen zum ersten Mal den Einzug in eine Exekutive. Einen Monat später, am 24. September 2012, legte die AL Schaffhausen im Kantonsrat zwei Sitze zu und erreichte mit 7,48 % Wähleranteil Fraktionsstärke.
Bei den Kommunalwahlen vom 28. Oktober konnte Matthias Frick in Trasadingen in einer Kampfwahl für die AL einen weiteren Gemeinderatssitz (Exekutive) erringen. In der Stadt Schaffhausen erreichte die AL mit einem Wähleranteil von über 11 % ebenfalls Fraktionsstärke und stellt nun vier Parlamentarier. Sowohl in der Stadt als auch im Kanton Schaffhausen hat die AL die ÖBS bezüglich Wähleranteil überholt und ist damit die viertstärkste Partei.
Nach der erfolgreichen Abschaffung der Pauschalsteuer setzte die AL auch im Vorfeld der Wahlen im Jahr 2012 auf finanzpolitische Themen. Die Kantonsregierung hatte in dieser Zeit Kürzungen bei der Prämienverbilligung um 11 Mio. Franken und ein umfassendes Sparpaket von 25 Mio. Franken, das alle Departemente betrifft, angekündigt. Die AL bekämpfte die Kürzungen mit der «Prämienverbilligunginitiative», die nach den Wahlen am 25. November 2012 zur Abstimmung kam und auch von der SP und den Gewerkschaften mitgetragen wurde. Die Initiative wurde vom Schaffhauser Stimmvolk mit 53 % Ja-Stimmen angenommen. Das Sozialziel (niemand soll mehr als 15 % seines Einkommens für die Krankenkassenprämien ausgeben müssen) ist nun auf Gesetzesstufe festgeschrieben. Zwei Tage nach der Annahme ebendieser Initiative beschloss die Schaffhauser Regierung entgegen dem Volkswillen erneute Kürzungen bei der Prämienverbilligung für das Jahr 2013, worauf die AL Schaffhausen den Regierungsrat vor das Obergericht zog. Die AL hatte den Verdacht, dass die Umsetzung der Initiative allein aus finanziellen Gründen verzögert werden soll, was aus bundesgerichtlicher Rechtsprechung rechtswidrig ist. Das Obergericht wies die Klage der AL jedoch am 7. Juni 2013 ab.
Während des Wahlkampfs sammelte die AL zudem Unterschriften für die «Reichtumssteuerinitiative», welche die Wiedereinführung der 13. Progressionsstufe ab 210’000 Franken Jahreseinkommen fordert. Die Initiative wurde im Oktober 2012 eingereicht. Im Mai 2013 beschloss der Kantonsrat Schaffhausen die Initiative für ungültig zu erklären, worauf die AL umgehend mit der Sammlung einer erneuten, revidierten Initiative begann. Am 30. November 2014 wurde die Initiative der AL an der Urne mit 53,6 Prozent Nein-Stimmen abgelehnt.
2022 beschloss die AL Schaffhausen sich aufzulösen. Die AL teilte mit: "Mit 19 steht man an der Schwelle zum Erwachsenwerden. Die AL hat entschieden: wir wollen nicht erwachsen werden." Die meisten AL-Mandatsträgerinnen wechseln in die SP.

## AL Kanton Aargau
Die AL Kanton Aargau war ca. von 2002 bis 2006 aktiv. Sie nahm an den Nationalratswahlen 2003, den Grossratswahlen 2005 sowie der Einwohnerratswahl in Aarau 2005 teil, ohne jedoch selbständig einen Sitzgewinn erzielen zu können. Sie wurde von der Bewegung «Grüne Aargau / Alternative Linke» abgelöst.
Ausserdem zeichnete die AL verantwortlich für die Volksinitiative «Der Aargau bleibt „Kulturkanton“». Diese wurde 2005 vom Souverän mit einem Ja-Stimmen-Anteil von 41,6 % verworfen.

## Mandate

### Kanton Zürich
Kantonale Legislative
- 5 Sitze (von 180) im Kantonsrat Zürich

Kommunale Legislative
- 1 Sitz (von 36) im Gemeinderat der Stadt Dietikon
- 2 Sitze (von 36) im Parlament der Stadt Wetzikon
- 2 Sitze (von 60) im Grossen Gemeinderat der Stadt Winterthur
- 8 Sitze (von 125) im Gemeinderat der Stadt Zürich